# انشینت اوکس (پنسیلوانیا)
انشینت اوکس (به انگلیسی: Ancient Oaks) یک منطقهٔ مسکونی در ایالات متحده آمریکا است که در پنسیلوانیا واقع شده‌است. انشینت اوکس ۶٬۶۶۱ نفر جمعیت دارد.